# Ina (Nagano)
Ina (伊那市 -shi) é uma cidade japonesa localizada na província de Nagano.
Em 2003 a cidade tinha uma população estimada em 62 186 habitantes e uma densidade populacional de 299,49 h/km². Tem uma área total de 207,64 km².
Recebeu o estatuto de cidade a 1 de Abril de 1954.

## Cidades-irmãs
- Chita, Japão
- Shinjuku, Japão
- Aizuwakamatsu, Japão
- Iwata, Japão
- Inawashiro, Japão
- Miyakejima, Japão
- Pequim, China